# The Glass Menagerie (1987)
The Glass Menagerie (Brasil: À Margem da Vida / Portugal: Algemas de Cristal) é um filme de comédia dramática dos Estados Unidos de 1987 dirigido por Paul Newman, com roteiro baseado na peça The Glass Menagerie, de Tennessee Williams, também autor do roteiro.

## Elenco
- Joanne Woodward
- John Malkovich
- Karen Allen
- James Naughton